# Seui
Seui é uma comuna italiana da região da Sardenha, província da Sardenha do Sul, com cerca de 1.587 habitantes. Estende-se por uma área de 148 km², tendo uma densidade populacional de 11 hab/km². Faz fronteira com Arzana, Escalaplano, Esterzili, Gairo, Perdasdefogu, Sadali, Seulo, Ulassai, Ussassai.

## Demografia
| Variação demográfica do município entre 1861 e 2011                               |
|                                                                                   |
| Fonte: Istituto Nazionale di Statistica (ISTAT) - Elaboração gráfica da Wikipedia |